# تركستان (مدينة)
تركستان (بالإنجليزية: Turkistan) ((بالقازاقية: Түркістан/Türkistan)، تٷركئستان)، المعروفة سابقا باسم توركستان ((الروسية: Туркестан); (بالأوزبكية: Turkiston), Туркистон، توركى ستان)، هي مدينة في كازاخستان منطقة أوبليس كازاخستان الجنوبي في كازاخستان، بالقرب من نهر سير داريا (سيحون). وعلى بعد 160 كـم (100 ميل) إلى الشمال الغربي من شيمكنت على السكك الحديدية العابرة لآرال بين كيزيلوردا إلى الشمال وطشقند إلى الجنوب. وزاد عدد سكانها خلال عشر سنوات من 102505 (تعداد 1999)إلى 142899 (2009 نتائج التعداد).

## التاريخ
تركستان هي إحدى المدن التاريخية المهمة في كازاخستان، والتي تحتفظ بسجل أثري قيّم يعود إلى القرن الرابع الميلادي.

## التركيبة السكانية
في العصر الحديث، يبلغ عدد سكان مدينة تركستان نحو 85600 (حسب تعداد 1999). ارتفع عدد السكان بنسبة 10٪ 1989-99، مما يجعلها المدينة التي تشهد ثاني أسرع نمو في كازاخستان، بعد العاصمة الجديدة أستانا.
التكوين العرقي للمدينة:
- كازاخ – 52,5%
- أوزبك – 45,2%
- المجموعات العرقية الأخرى – 2,3%

التركيبة العرقية في المدينة وفقا لتعداد عام 1897:
- المجموع – 11,253
- أوزبك – 8,940 (79.4%)
- كازاخ – 1,415 (12.5%)
- تتار – 506 (4.4%)
- روس – 312 (2.7%)
- المجموع – 285,059
- كازاخ – 224,704 (78.8%)
- سرت – 32 043 (11.2%)
- أوزبك – 20 709 (7.2%)
- روس – 6 443(2.2%)
- تتار – 646 (0.2%)

## الجغرافيا والمناخ
| البيانات المناخية لـتركستان                      | البيانات المناخية لـتركستان | البيانات المناخية لـتركستان | البيانات المناخية لـتركستان | البيانات المناخية لـتركستان | البيانات المناخية لـتركستان | البيانات المناخية لـتركستان | البيانات المناخية لـتركستان | البيانات المناخية لـتركستان | البيانات المناخية لـتركستان | البيانات المناخية لـتركستان | البيانات المناخية لـتركستان | البيانات المناخية لـتركستان | البيانات المناخية لـتركستان |
| الشهر                                            | يناير                       | فبراير                      | مارس                        | أبريل                       | مايو                        | يونيو                       | يوليو                       | أغسطس                       | سبتمبر                      | أكتوبر                      | نوفمبر                      | ديسمبر                      | المعدل السنوي               |
| ------------------------------------------------ | --------------------------- | --------------------------- | --------------------------- | --------------------------- | --------------------------- | --------------------------- | --------------------------- | --------------------------- | --------------------------- | --------------------------- | --------------------------- | --------------------------- | --------------------------- |
| الدرجة القصوى °م (°ف)                            | 18.7 (65.7)                 | 26.4 (79.5)                 | 30.7 (87.3)                 | 36.3 (97.3)                 | 40.5 (104.9)                | 46.9 (116.4)                | 49.1 (120.4)                | 46.5 (115.7)                | 41.9 (107.4)                | 35.3 (95.5)                 | 27.9 (82.2)                 | 21.6 (70.9)                 | 49.1 (120.4)                |
| متوسط درجة الحرارة الكبرى °م (°ف)                | 1.6 (34.9)                  | 5.3 (41.5)                  | 13.5 (56.3)                 | 21.9 (71.4)                 | 28.3 (82.9)                 | 34.3 (93.7)                 | 36.3 (97.3)                 | 35.0 (95.0)                 | 28.8 (83.8)                 | 20.3 (68.5)                 | 11.4 (52.5)                 | 3.4 (38.1)                  | 20.0 (68.0)                 |
| المتوسط اليومي °م (°ف)                           | −3.1 (26.4)                 | −0.2 (31.6)                 | 6.9 (44.4)                  | 14.8 (58.6)                 | 21.0 (69.8)                 | 26.8 (80.2)                 | 28.7 (83.7)                 | 27.0 (80.6)                 | 20.4 (68.7)                 | 11.9 (53.4)                 | 4.9 (40.8)                  | −1.7 (28.9)                 | 13.1 (55.6)                 |
| متوسط درجة الحرارة الصغرى °م (°ف)                | −7.2 (19.0)                 | −4.6 (23.7)                 | 1.3 (34.3)                  | 8.1 (46.6)                  | 13.6 (56.5)                 | 18.2 (64.8)                 | 20.1 (68.2)                 | 18.2 (64.8)                 | 11.7 (53.1)                 | 4.4 (39.9)                  | −0.4 (31.3)                 | −5.7 (21.7)                 | 6.5 (43.7)                  |
| أدنى درجة حرارة °م (°ف)                          | −33.6 (−28.5)               | −38.6 (−37.5)               | −28.3 (−18.9)               | −8.4 (16.9)                 | −4.3 (24.3)                 | 3.1 (37.6)                  | 6.4 (43.5)                  | 3.4 (38.1)                  | −5.5 (22.1)                 | −14.3 (6.3)                 | −31.8 (−25.2)               | −33.0 (−27.4)               | −38.6 (−37.5)               |
| الهطول مم (إنش)                                  | 22 (0.9)                    | 26 (1.0)                    | 28 (1.1)                    | 23 (0.9)                    | 24 (0.9)                    | 5 (0.2)                     | 6 (0.2)                     | 3 (0.1)                     | 3 (0.1)                     | 10 (0.4)                    | 26 (1.0)                    | 27 (1.1)                    | 203 (8.0)                   |
| متوسط الأيام الممطرة                             | 5                           | 6                           | 8                           | 8                           | 7                           | 4                           | 2                           | 1                           | 2                           | 4                           | 7                           | 6                           | 60                          |
| متوسط الأيام المثلجة                             | 7                           | 6                           | 2                           | 0.3                         | 0                           | 0                           | 0                           | 0                           | 0                           | 0.3                         | 2                           | 5                           | 23                          |
| متوسط الرطوبة النسبية (%)                        | 79                          | 73                          | 63                          | 50                          | 43                          | 33                          | 34                          | 32                          | 36                          | 51                          | 69                          | 79                          | 54                          |
| ساعات سطوع الشمس الشهرية                         | 138                         | 155                         | 199                         | 247                         | 337                         | 382                         | 401                         | 383                         | 315                         | 248                         | 167                         | 122                         | 3٬094                       |
| المصدر #1: Погода и Климат (Weather and Climate) |                             |                             |                             |                             |                             |                             |                             |                             |                             |                             |                             |                             |                             |
| المصدر #2: NOAA (sun, 1961–1990)                 |                             |                             |                             |                             |                             |                             |                             |                             |                             |                             |                             |                             |                             |

## وصلات خارجية
- Description of archaeological investigations

قالب:South Kazakhstan Region